# Zoya Schleining
Zoya Schleining est une joueuse d'échecs ukrainienne puis allemande, née Zoya Avroumovna Leltchouk le 6 septembre 1961 à Lvov en Union Soviétique,. Grand maître international féminin depuis 1987, elle a le titre de maître international (mixte) depuis 2016.
Elle a remporté le championnat de la République Soviétique d'Ukraine en 1986 et le championnat d'Allemagne d'échecs en 2015.
Au 1er mars 2018, elle est la quatrième joueuse allemande et la 78e joueuse mondiale avec un classement Elo de 2 386 points.

## Championnats du monde féminins
En 1987, sous le nom de Leltchouk, elle finit cinquième du tournoi interzonal féminin de Smederevska Palanka.
En 1993, Zoya Schleining participa au tournoi interzonal féminin de Jakarta et marqua 6,5 points sur 13.

## Compétitions par équipe
Zoya Schleining a représenté l'Allemagne lors de l'Olympiade d'échecs de 2014 à Tromsø et du Championnat d'Europe d'échecs des nations en 2013 et 2015.